# Hermsdorf (Gera)
Hermsdorf ist ein Ortsteil der Stadt Gera in Thüringen.

## Geografie
Hermsdorf ist im Nordosten der Stadt Gera gelegen und grenzt unmittelbar an die schon zu Sachsen-Anhalt gehörende Ortschaft Heuckewalde. Der Ort liegt in einer sanften, von flachen Anhöhen umgebenen Talsenke in der Hochebene, die Kleine Schnauder hat hier ihr Quellgebiet.

## Geschichte
Die älteste bekannte urkundliche Erwähnung als Herbrandesdorf stammt von 1364; in späteren Verbriefungen tauchen die Schreibweisen Hermersdorf (1533) oder Hernsdorf (1564) auf. Dem Namen und der Ausformung als Straßendorf nach ist der Ort eine deutsche Gründung; Namensgeber dürfte ein Lokator namens Herbrand gewesen sein.
Über die Jahrhunderte bis heute hat der Ort eine feste Bindung in den ehemals kursächsischen, ab 1815 preußischen und heute sachsen-anhaltischen Nachbarort Heuckewalde. Hier befinden sich die evangelische Kirchgemeinde, der Friedhof und der Kindergarten. Von 1750 bis 1970 war Heuckewalde auch zuständiger Schulort. Der Ort unterstand bis 1854 einesteils der v. tümplingschen und andererseits der v. herzbergschen Patrimonialgerichtsbarkeit (siehe Abschnitt Rittergüter). Daneben existierten noch einige Amtslehen bzw. Zeitzer Kirchkastenlehen. Hermsdorf schulte, begrub und pfarrte nach Heuckewalde, wobei für den Unterhalt der Kirche ein Drittel bzw. der Schule die Hälfte der Kosten zu tragen waren. 1827 zählte Hermsdorf 22 Häuser und 126 Einwohner.
Bis 1990 war der Ort weitgehend landwirtschaftlich geprägt mit einigen kleineren Handwerksbetrieben. 1993 begann die Ausweisung des Gewerbegebietes „Am Vogelherd“, auf dem sich mittlerweile etliche Firmen angesiedelt haben. Durch die Ausweisung des Wohngebietes „Am Hermsdorfer Anger“ vorwiegend für Einfamilienhäuser hat sich die Einwohnerzahl inzwischen vervielfacht.

### Rittergüter
In Hermsdorf bestanden zwei Rittergüter, die über Patrimonialgerichtsbarkeit in Form der Erbgerichtsbarkeit verfügten. Das eine Gut war seit Mitte des 17. Jahrhunderts mit dem Rittergut Kleinaga verbunden. 1696 wurde das Rittergut Kleinaga Kammergut und das Gut in Hermsdorf abgetrennt und der Familie von Tümpling verkauft. Die niedere Gerichtsbarkeit wurde zum 1. Januar 1855 aufgehoben und ging an den Staat über.
Das zweite Patrimonialgericht in Hermsdorf war für 12 Zinsleute zuständig und mit dem benachbarten kursächsischen (ab 1815 preußischen) Rittergut Heuckewalde verbunden. Seit 1777 gehörte dies den Freiherren von Herzberg. Auch dieses Patrimonialgericht wurde zum 1. Januar 1855 aufgehoben.

## Sehenswürdigkeiten
- Kriegerdenkmal von 1922, im Jahr 1995 renoviert und um eine Gedenktafel für die Gefallenen des Zweiten Weltkrieges ergänzt

## Politik
Hermsdorf ist seit seiner Eingemeindung am 1. April 1994 Ortsteil der Stadt Gera mit eigenem Ortsteilrat. Ortsteilbürgermeister ist seit 2016 Mario Frank (parteilos).

## Entwicklung der Einwohnerzahl
| Jahr      | 1827 | 1864 | 1939 | 1994 | 2003 | 2009 | 2013 |
| Einwohner | 126  | 183  | 172  | 158  | 609  | 583  | 566  |

## Verkehr
Der Ort ist direkt an der Bundesstraße 2 gelegen, durch den Ort verläuft die Landesstraße 195. 
Der ÖPNV wird hauptsächlich durch die RVG Regionalverkehr Gera/Land gesichert. Dabei ist der Ort mit der Ringlinie 229 im Stundentakt und am Wochenende alle zwei Stunden an Gera angebunden. Die PVG Burgenlandkreis verbindet Hermsdorf mehrmals täglich über die Linie 830 mit Zeitz.

## Kultur
Die 1934 gegründete Freiwillige Feuerwehr nebst Feuerwehrverein ist Mittelpunkt des geselligen Lebens im Ort mit Maibaumsetzen, Fasching, Kinder- und Seniorenfesten. Das 1984 aus einem ehemaligen Stallgebäude entstandene Dorfgemeinschaftshaus wurde mittlerweile vom Feuerwehrverein übernommen und in Eigenleistung renoviert.

## Bildung
Die nächstgelegenen Kindereinrichtungen sind der
- Kindergarten Heuckewalde (schon zu Sachsen-Anhalt gehörend) und die
- Kindertagesstätte Reichenbacher Straße in Kleinaga.

Zuständige Grundschule ist die
- Staatliche Grundschule Aga in Kleinaga.

Nächstgelegene Regelschule ist die
- Staatliche Regelschule 12 in Bieblach-Ost.